# 遠藤征慈
遠藤 征慈（えんどう せいじ、1940年11月14日 - 2002年6月17日）は、日本の俳優、声優。本名は同じ。
埼玉県出身。上智大学文学部新聞学科中退、現代演劇協会研究所卒業。劇団昴に所属していた。
血液型はB型。

## 人物
大学を中退し、舞台演出家を志して劇団文化座に入団するが、その後俳優に転身するため、現代演劇協会附属演劇研究所に入り直し、1965年、同養成所卒業と同時に劇団雲に入団、俳優としてスタートを切る。劇団雲の分裂に伴い、1976年、劇団昴の結成に参加。1990年代前半まで在籍し、シェイクスピア劇をはじめ、多くの舞台に立った。
1970年代中頃から、強烈な個性をもった俳優として、時代劇やテレビの刑事ドラマ等で、主にやくざやチンピラなどの悪役として活躍。また、日活ロマンポルノ作品への出演（藤巻源としての別名での出演もあり）も多数あり、『悶絶!!どんでん返し』、『肉体の門』（ともに1977年）などで印象に残る演技を見せ、代表作となった。
その後も舞台出演の傍ら、2時間ドラマ等に多く出演した。晩年は癌に倒れながらも、新聞上に「末期がんと生きる」のタイトルでコラムを執筆したが、連載終了後に死去した。
特技は弓、テニス。

## 出演

### 映画
- 喜劇 大泥棒（1971年、松竹） - 政
- 海軍特別年少兵（1972年、東宝） - 分隊士
- 追いつめる（1972年、松竹）
- 花と龍（1973年、松竹） - 高司清一
- 日本侠花伝（1973年、東宝） - 峯駒吉
- 必殺仕掛人 梅安蟻地獄（1973年、松竹） - 陣場善之助
- ゴキブリ刑事（1973年、石原プロ） - 石田
- 宮本武蔵（1973年、松竹）
- 0課の女 赤い手錠（1974年、東映） - 稲葉徹
- 沖田総司（1974年、東宝）
- 蔵王絶唱（1974年、東宝） - 平賀教師
- 動脈列島（1975年、東宝） - 新幹線車両基地修理係員
- 吾輩は猫である（1975年、東宝） - 落雲館中学の教官
- 学生情婦 処女の味（1976年、日活） - 神山武
- 悶絶!!どんでん返し（1977年、日活） - 川崎竜二
- 肉体の門（1977年、日活） - 伊吹新太郎
- 中山あい子「未亡人学校」より 濡れて泣く（1977年、日活） - 佐渡
- 順子わななく（1978年、日活） - 由井辰吉
- 人妻集団暴行致死事件（1978年、日活） - 楠刑事
- 高校大パニック（1978年、狂映舎-にっかつ） - ライフル隊班長
- スーパーGUNレディ ワニ分署（1979年、日活） - 取調官
- 日本の黒幕（1979年、東映） - 竹邑良昭
- 真田幸村の謀略（1979年、東映） - 塙団右衛門
- 泉大八の女子大生の金曜日（1979年、にっかつ） - 五郎
- 団鬼六 縄炎夫人（1980年、にっかつ） - 堀田源造 ※藤巻源 名義
- 動乱（1980年、東映） - 島田少尉
- 炎のごとく（1981年、東宝） - フロック
- トロピカルミステリー 青春共和国（1984年、東宝） - 高松
- Wの悲劇（1984年、角川）
- 鹿鳴館（1986年、東宝） - 山本給仕長

など

### テレビドラマ
- 鬼平犯科帳'69 第1シリーズ（1969年、NET / 東宝） - 村松忠之進
  - 第9話「唖の十蔵」
  - 第12話「老盗の夢」
- 無用ノ介 第7話「無用ノ介 世直し不動にあう」（1969年、NTV / 国際放映） - 音松
- 五番目の刑事 第6話「ジュクに張り込め」（1969年、NET / 東映） - 寺沢
- キイハンター （TBS / 東映）
  - 第170話「早射ち拳銃王はげ鷹登場」（1971年）
  - 第180話「レッツゴー! 真夜中の王様 死の行進」（1971年）
  - 第187話「ビキニの殺し屋さん今晩おひま？」（1971年）
  - 第211話「オー! 右も左も爆弾でござんす」（1972年）
  - 第248話「殺し屋ども、何人でも来い!」（1972年）
- 特別機動捜査隊 第544話「絶体絶命」（1972年、NET / 東映） - 矢部
- さすらいの狼 第12話「竜を愛した炎の女」（1972年 / 東映）
- 気になる嫁さん 第37話「結婚サギ師をだますには…」（1972年、NTV / ユニオン映画） - 刑事
- 大岡越前（TBS / C.A.L）
  - 第3部 第13話「恐怖の連判状」（1972年9月4日） - 小十郎の配下
  - 第7部 第23話「闇に閃く恐怖の邪剣」（1983年9月26日） - 妙法院の政吉
  - 第9部 第21話「盗賊を強請った男」（1986年3月17日） - 仙次
  - 第10部 第21話「狙われた赤ん坊」（1988年7月18日） - 三田村左近
  - 第13部 第13話「母は凶賊さみだれお仙」（1993年2月8日） - 剛原東造
  - 第14部 第21話「嘘で守った妻の恥」（1996年11月11日） - 津川竜之進
  - 第15部 第7話「賄賂に揺れた老同心」（1998年10月12日） - 竪川の常吉
- ザ・ガードマン 第342話「煙突の上で無理心中したヌードの美女」（1971年、TBS / 大映テレビ）
- 火曜日の女シリーズ「ガラス細工の家」（1973年、日本テレビ / ユニオン映画）
- 連続テレビ小説 / 北の家族（1973年 - 1974年、NHK）
- 銭形平次 （CX / 東映）
  - 第384話「殺しを見た女」（1973年） - 源三
  - 第716話「娘岡っ引きが通る」（1980年） - 宇吉
  - 第730話「精霊流し」（1980年）
  - 第812話「無言の叫び」（1982年） - 夜吉
  - 第830話「みちのく御用旅」(1982年） - 井筒屋
  - 第852話「逆転」（1983年） - 鬼火の源三
  - 第883話「盗まれた殺人計画」（1984年）
- 水戸黄門（TBS / C.A.L）
  - 第4部 第19話「七人の暗殺者 -三戸-」（1973年5月28日） - 天草次郎太
  - 第10部 第4話「仇討ち箱根馬子唄 -箱根-」（1979年9月3日） - 熊造
  - 第14部 第35話「陰謀暴いた鳴門の渦潮 -淡路島-」（1984年6月25日） - 千田次郎太
  - 第15部 第7話「無法を砕く大草原の血闘 -阿蘇-」（1985年3月11日） - 次郎太
  - 第16部（1986年）
    - 第3話「関所に巣喰う鬼退治 -箱根-」 - 由三
    - 第22話「欲望渦巻く悪鬼の砦 -糸魚川-」 - 関屋九十郎

  - 第17部 第15話「南国土佐のいごっそ女房 -高知-」（1987年12月7日） - 矢野文之助
  - 第18部 第3話「黄門様が用心棒 -粕壁-」（1988年9月26日） - 百蔵
  - 第20部 第41話「悪を蹴散らす競べ馬 -八戸-」（1991年8月19日） - 十郎太
  - 第22部 第28話「響け正義の御陣乗太鼓 -輪島-」（1993年11月22日） - 般若の大五郎
  - 第23部 第17話「娘涙の仇討悲願 -津山-」（1994年11月28日） - 横森久次郎
  - 水戸黄門外伝 かげろう忍法帖 第15話「西洋衣裳で仇討ち -長崎-」（1995年8月28日） - 弦助
  - 第24部 第8話「謎の美剣士! 紅夜叉 -岡山-」（1995年11月6日） - 郷原伝内
  - 第26部 第19話「狐が狙った温泉小町 -玉造-」（1998年6月22日） - 出雲屋多吉
  - 第27部 第24話「亡霊になって悪退治」　　　（1999年8月30日） - 千田屋征兵衛
- 科学捜査官 第15話「黒い通り魔」（1974年、KTV / 松竹） - 橋本
- 大河ドラマ（NHK）
  - 勝海舟（1974年） - 富蔵
  - 獅子の時代（1980年） - 園田安賢
- 必殺シリーズ（ABC / 松竹）
  - 助け人走る 第27話「江戸大暗黒」（1974年） - 小宮憲吾
  - 江戸プロフェッショナル・必殺商売人 第13話「裏の稼業にまた裏稼業」（1978年） - 二丁目の仙造
  - 必殺からくり人・富嶽百景殺し旅 第2話「隠田の水車」（1978年） - 金次
  - 必殺仕事人 第79話「隠し技潜入喉輪攻め」（1980年） - 火盗改・八田勝之進
  - 必殺仕舞人 第6話「花笠音頭は地獄で踊れ -山形-」（1981年） - 小野田
  - 必殺仕事人III 第31話「全財産をなくしたのは加代」（1983年） - 田安治重
  - 必殺仕事人IV 第6話「お加代、商売敵の出現にあわてる」（1983年） - 岡田
  - 必殺仕切人 第12話「もしも江戸が厳戒態勢に入ったら」（1984年） - 黒島
  - 必殺仕事人V 第15話「主水、いじめられっ子になる」（1985年） - 越後屋七兵衛
  - 必殺橋掛人 第9話「柴又帝釈天のトラを探ります」（1985年） - 佐吉
  - 必殺仕事人V・激闘編 第20話「主水、健康診断にひっかかる」（1986年） - 稲葉忠勝
  - 必殺仕事人V・旋風編 第6話「主水 バースになる」（1986年） - 倉持典膳
- 太陽にほえろ!（NTV / 東宝）
  - 第100話「燃える男たち」（1974年） - 土井
  - 第196話「言葉の波紋」（1976年） - 早田龍三
  - 第212話「情報」（1976年） - 矢澤
  - 第254話「子連れブルース」（1977年） - 佐々木（竜神会幹部）
  - 第274話「帰ってきたスコッチ刑事」（1977年） - 池上
  - 第355話「ボス」（1979年） - 坂田紘一
  - 第467話「スコッチ非情」（1981年） - 石山武
  - 第523話「ゴリさん,死の対決」（1982年） - 弓岡良二
  - 第600話「七曲署事件No.600」（1984年） - 釜本俊雄
  - 第657話「ドックの敵は白バイ?」（1985年） - 青木
  - 第709話「タイムリミット・午前6時」（1986年） - 岡崎俊彦
- 夜明けの刑事（TBS / 大映テレビ）
  - 第3話「隣の家の秘密」（1974年）
  - 第9話「襲われた女家族」（1974年）
  - 第28話「死を宣告された夫」（1975年）
  - 第52話「哀しみの蒸気機関車はふるさとを走る!!」（1975年）
  - 第61話「死者への花は絶やさない!!」（1976年）
  - 第74話「失踪宣告された夫への甘い罠」（1976年）
  - 第82話「裏切りの烙印に賭ける!!」（1976年） - 竹馬組幹部
  - 第103話「快速球殺人!」（1977年）
- 金曜時代劇 / ふりむくな鶴吉 第26話「赤猫」（1975年、NHK）
- バーディ大作戦 第48話「必殺!ママに捧げる犯罪」（1975年、TBS / 東映）
- Gメン'75（TBS / 東映）
  - 第4話「殺し屋刑事」（1975年） - 黒い狼メンバー
  - 第27話「東京-札幌の刑事」（1975年）
  - 第30話「追跡と逃亡! 石狩挽歌」（1975年） - 兵頭
  - 第166話「女医の告白」（1978年） - 牧野
  - 第175話「香港空手対Gメン」、第176話「香港空手対Gメン2」（1978年） - 陳展文
  - 第224話「九月の海から出てきた女の手首」（1979年） - ハンチ・タオ
  - 第229話「暴走トラック 殺人ゲーム」（1979年） - 黒幕の刑事
  - 第245話「浴槽の死美人」（1980年） - 中野坂署捜査係長
  - 第249話「コペンハーゲン 女子留学生殺人事件」（1980年） - 唐沢達也
  - 第275話「警官の妻たちの連続殺人」（1980年） - 桑原一郎
  - 第289話「裸の女囚たち」（1980年） - 松延昇
  - 第309話「15年も生きていた死体」（1981年） - 北村
- 俺たちの旅 第37話「お兄ちゃんはお母さんの恋人です」（1976年） - 引越の依頼人（助教授）
- 人魚亭異聞 無法街の素浪人 第8話「三匹の流れ者」（1976年、NET / 三船プロ）
- 桃太郎侍（NTV / 東映）
  - 第74話「フグの毒より怖い罠」（1978年） - 大久保大膳
  - 第229話「奇術か魔術か、恋女房」（1981年） - 梶原大膳
- 大空港 第39話「ウルトラスーパーデカ 神坂紀子の華麗なる追跡!」（1979年、CX / 松竹） - 矢崎
- 大江戸捜査網（12ch→TX / 三船プロ→G・カンパニー）
  - 第60話「傷だらけの決闘」（1972年） - 木原一味の浪人
  - 第64話「花火の夜に狂った女」（1972年） - 江戸屋の手下
  - 第394話「暴れ十手捨て身の恩返し」（1979年） - 巳之吉
  - 第459話「夫婦飛脚の子守唄」（1980年） - 弥之吉
  - 第507話「傷だらけの人質救出作戦」（1981年） - 辰蔵
  - 第584話「おんなの肌は密室の切り札」（1983年） - ヤマネの万吉
  - 平成版 第1シリーズ
    - 第7話「魔の黄金地獄を暴け!」（1990年） - 磯部権九郎
    - 第22話「恐怖の逃がし屋」（1991年） - 朽木田無幻
- 俺たちは天使だ! 第13話「運が悪けりゃ死刑台」（1979年、NTV / 東宝） - 伊佐山
- 遠山の金さん 第2シリーズ 第30話「怨みをはらす紅化粧」（1979年、ANB / 東映） - 仁三、勘蔵
- 特捜最前線（ANB / 東映）
  - 第139話「消えた子連れ刑事!」（1979年）
  - 第166話「それは、職務質問から始まった!」（1980年）
  - 第296話「カーリーヘアの女!」（1983年）
  - 第379話「蛍の女・望郷のまつりうた!」（1984年）
  - 第399話「少女・ある愛を探す旅!」（1985年） - 大沼大吉
  - 第433話「モーニング・コールの証明!」（1985年）
  - 第492話「女装殺人・男たちのレイ・オフ!」（1986年） - 村木哲郎
- ザ・スーパーガール  第36話「夜の女子寮 狙われたチアガール」（1979年、12ch / 東映）
- 噂の刑事トミーとマツ 第1シリーズ（1980年、TBS / 大映テレビ）
  - 第20話「高校三年生と年上の女」
  - 第48話「マツもびっくり 山びこ変身」 - 東條
- 暴れん坊将軍シリーズ（ANB / 東映）
  - 吉宗評判記 暴れん坊将軍
    - 第103話「大騒動! 寄り道したのが悪かった」（1980年） - 丹沢源内
    - 第118話「天下御免の盗ッ人修業」（1980年） - 御家人政
    - 第135話「湯けむり地獄の決斗」（1980年） - 恵吉
    - 第159話「お仲成仏 灯籠ながし」（1981年） - 一色左京
    - 第177話「鬼同心が哭いた朝」（1981年） - 与平次
    - 第199話「最後に微笑った悪い奴」（1982年） - 工藤伝八郎

  - 暴れん坊将軍II
    - 第15話「盗っ人新さん 御金蔵破り!」（1983年） - 半七
    - 第65話「男無用 む組の喧嘩!」（1984年） - 神崎又八
    - 第88話「お上に怨みの逃がし屋稼業!」（1984年） - 赤丹の勘助
    - 第115話「借金取りを呑んだ女!」（1985年） - 木枯し(望月作左衛門)
    - 第136話「おやこ鷹 師走の哀歌!」（1985年） - 穴吹軍太夫
    - 第149話「罠にはまったカッポレ娘!」（1986年） - 儀三郎
    - 第170話「コソ泥入門！かあちゃんが欲しい」（1986年） - 儀十
    - 第184話「夜叉の涙はあかね色!」（1987年） - 鬼束刑部

  - 暴れん坊将軍III
    - 第11話「河原の黄金を盗んだ奴!」（1988年） - 森安軍十郎
    - 第32話「幽霊も泣きます! おんな坂」（1988年） - 坂井甚十郎
    - 第51話「庶民の夢を喰った奴!」（1989年） - 赤池半蔵
    - 第73話「青き勾玉の秘密」（1989年） - 深尾
    - 第113話「誇り高き父!」（1990年） - 小田陣八郎

  - 暴れん坊将軍IV
    - 第22話「吉宗、熱き心で掟破り!」（1991年） - 横井弾正
    - 第39話「女賞金稼ぎ 子連れ旅!」（1992年） - 東海屋惣兵衛
    - 第63話「三年目の新妻化粧!」（1992年） - 都築勘兵衛

  - 暴れん坊将軍V
    - 第25話「盗っ人新さん、二代目襲名!」（1993年） - 平川十左衛門
    - 第36話「争奪! 石田三成の密書」（1994年） - 天命堂

  - 暴れん坊将軍VI（1995年）
    - 第13話「母と子の南部牛追い唄」 - 大口屋幸兵衛
    - 第26話「吉宗、見参!女剣士の挑戦状」 - 古賀兵庫
    - 第41話「陽気な刺客」 - 大野監物

  - 暴れん坊将軍VII 第3話「母恋し! がまん涙の夢枕」（1996年） - 京極右京亮
  - 暴れん坊将軍VIII 第3話「居酒屋の女の告白」（1997年） - 小高弥平次
  - 暴れん坊将軍IX 第3話「私の子を返して! さらわれた妊婦たち」（1998年） - 筒井主馬
  - 暴れん坊将軍XI 第11話「徳田新之助殺人事件!!」（2001年） - 中川蔵人
- 大激闘マッドポリス'80 第2話「No.1抹殺計画」（1980年、NTV / 東映）
- 旅がらす事件帖 第3話「涙に濡れた姉妹鈴」（1980年、KTV / 国際放映） - 榊三十郎
- 影の軍団シリーズ（KTV / 東映）
  - 服部半蔵 影の軍団 第19話「吸血! 女の館」（1980年） - 設楽隆光
  - 影の軍団II 第4話「白蛇の罠」（1981年）- 荒田源三郎
  - 影の軍団IV 第25話「幻の少女・私を殺さないで」（1985年）
  - 影の軍団 幕末編 第8話「殺しの鈴は闇に鳴る」（1985年） - 山中義信
- 長七郎天下ご免!（テレビ朝日）
  - 第14話「殴り込み! 鉄火娘」（1980年） - 倉橋采女正
  - 第100話「男いのちの恋三味線」（1981年） - 荒川蔵人
- 大捜査線　第8話「ろくでなし」（1980年、CX / ユニオン映画） - 溶接担当の野村
- 大捜査線シリーズ 追跡 第40話「悪魔のような女」（1980年、CX / ユニオン映画） - 石崎友一
- 鬼平犯科帳'81 第2シリーズ 第14話「埋蔵金千両」（1981年、ANB / 中村プロ） - 須川の利吉
- 赤かぶ検事奮戦記II 第2話「宝くじ殺人事件」（1981年、ABC / 松竹） - 伊沢鉦一
- 暁に斬る! 第3話「晒された悪夢」（1982年、KTV / ヴァンフィル）
- 同心暁蘭之介 第43話「小さな恋人」（1982年、CX）
- 新五捕物帳 （NTV）
  - 第6話「ドジ野郎いちばん手柄」（1977年） - 板前･駒吉
  - 第94話「空っ風の唄」（1980年）
  - 第140話「鴉は知っていた」（1981年）
  - 第169話「鬼女の舞」（1982年） - 文吉
  - 第182話「いのちの償い」（1982年）
- 遠山の金さん（ANB / 東映） ※高橋英樹版
  - 遠山の金さん
    - 第19話「水晶呪術! 魅せられた女」（1982年） - 風間左門
    - 第72話「闇祭り、狙われた花嫁行列!」（1983年） - 仙石陣十郎

  - 遠山の金さんII 第18話「女ごころ!」（1986年）- 源兵衛
- 源九郎旅日記 葵の暴れん坊 第21話「葉隠れは金魚侍と見つけたり」（1982年、ANB / 東映） - 峯谷一斉
- 眠狂四郎円月殺法 第4話「武士道残酷多情剣 -藤沢の巻-」（1982年）
- ザ・サスペンス / 十津川警部シリーズ 第3作「四国連絡特急殺人事件」（1983年、TBS） - 原田刑事
- 土曜ワイド劇場（ANB）
  - 京都殺人案内 第8作「刑事の娘を襲った悪徳サラ金」（1983年、ABC / 松竹） - 山田刑事
  - 血液型殺人事件 霧の那須高原襲われた女探偵（1985年、東映）- 鶴見
  - 高橋英樹の船長シリーズ 第6作「愛と死の殺人航路」（1994年、東映） - 植松警部
  - 温泉若おかみの殺人推理 第8作（2000年） - 望月刑事
  - タクシードライバーの推理日誌 第13作「死にたがる乗客」（2000年） - 藤堂陽一郎
- 大奥 第23話「醜聞に消えた美女」・第28話「女帝への階段」（1983年、KTV / 東映） - 才蔵
- 松平右近事件帳（1982-83年、日本テレビ/ユニオン映画）
  - 第25話「地獄から還った男」 - 貝崎弥市
  - 新・松平右近 第3話「地獄から還った男」（1983年）- 江藤鉄馬
- 弐十手物語 最終話「越前誘拐! 三十一文字の謎」（1984年、CX / 東映）
- 流れ星佐吉 第17話「女賭博師大執念」（1984年、KTV / 松竹）
- 暴れ九庵 第8話「医者を治したおてんば娘」（1984年、KTV / 東宝） - 秋山加平次
- 誇りの報酬 第21話「護送車が狙われた!」（1986年） - 南多摩署刑事課長
- ザ・ハングマンV 第17話「押収麻薬がタライ廻しされる!」（1986年、ABC / 松竹芸能） - 錦源次郎（東星金融社長）
- 女ふたり捜査官 第9話「プロポーズの甘いワナ」（1986年、ABC / テレパック）
- 長七郎江戸日記（日本テレビ / ユニオン映画）
  - 第1シリーズ
    - 第65話「たったー度のあやまち」（1985年）- 倉沢半兵衛
    - 第81話「鬼の目に涙」（1985年）- 原田市蔵
    - 第101話「頑張れ! おとう」（1986年）- 鉄

  - 第2シリーズ
    - 第3話「帰ってきた逃亡者」（1988年）- 三田村京太郎
    - 第34話「一の糸」（1988年）- 石部岩之助

  - 第3シリーズ
    - 第1話「将軍が消えた」（1990年） - 藤堂平馬
    - 第12話「居候は暴れん坊」（1991年） - 荒巻左内
- TBS大型時代劇スペシャル / 太閤記（1987年、TBS） - 丹羽長秀
- 銭形平次（1987年、NTV / ユニオン映画）※風間杜夫版
  - 第9話「お藤、謎を解く」
  - 第19話「惚れた一念」 - 市松
  - 第28話「十手返上」
- はぐれ刑事純情派 （ANB / 東映）
  - 第1シリーズ 第18話「悪徳刑事の妻」（1988年）
  - 第4シリーズ 第12話「新幹線で通う男 昼食難民殺人事件」（1991年） - 荒木光男
- 火曜サスペンス劇場（NTV）
  - 狙われた美人キャスター（1983年3月1日） - 刑事
  - 愛が壊れる!（1988年9月、総合プロデュース） - 刑事
  - 名無しの探偵 第5作「殺意のデッサン」（1989年） - 大滝社長
  - 浅見光彦ミステリー 第8作「琵琶湖周航殺人歌」（1990年7月3日） - 後藤
  - 掏摸（スリ）（1993年、東映） - 三根秀夫
  - わが町 第8作「OLバラバラ殺人事件、孤独な現代人のSOSが聞こえる」（1997年） - 生活安全課刑事
  - 地方記者・立花陽介
    - 第7作「但馬城崎通信局」（1996年） - 西山健
    - 第14作「阿波鳴門通信局」（1999年） - 中道俊作

  - 警視庁鑑識班 第7作（1999年）
- 名奉行 遠山の金さん（ANB / 東映）
  - 第2シリーズ 第2話「美少女を救え!隠密同心の怒り」（1989年） - 銀次
  - 第4シリーズ 第24話「百両の夢!殺しの美人くらべ」（1992年） - 嘉助
  - 第5シリーズ（1993年）
    - 第4話「無実の罪に泣く女」 - 松浪彦次郎
    - 第20話「狙われた遠山奉行」 - 片山敬之進

  - 第6シリーズ 第16話「女金貸しの仇討ち」（1994年） - 仁蔵
  - 第7シリーズ 第18話「復讐の女! 雨の仕掛け長屋」（1996年） - 熊蔵
- 続・三匹が斬る! 第11話「獅子舞いの、童が聞いた子守唄」（1989年、ANB / 東映） - 日恵
- 教師びんびん物語II 第12話「子供が消えた学校」（1989年、フジテレビ）
- あばれ八州御用旅（テレビ東京(TX)/ユニオン映画）
  - 第1シリーズ 第5話「唐丸破り!!人情切り裂く三千両」（1990年）- 武ノ市
  - 第2シリーズ
    - 第1話「姫君抹殺指令！対決！白頭巾対黒爪根来衆」（1991年）- 矢吹源蔵
    - 第9話「隠密無残！骨箱の謎」（1991年）- 岸本伝十郎

  - 第3シリーズ 第2話「てるてる坊主が泣いている」（1992年）- 源蔵
- 鬼平犯科帳（CX / 松竹） ※中村吉右衛門版
  - 第1シリーズ 第2話「本所・櫻屋敷」（1989年） - 小川や梅吉
  - 第4シリーズ 第15話「女密偵・女賊」（1993年） - 森七兵衛
  - 第5シリーズ 第12話「艶婦の毒」（1994年） - 虫栗権十郎
  - 第7シリーズ 第10話「見張りの糸」（1997年） - 戸田銀次郎
- ハロー!グッバイ 第14話「刑事・炎の友情」（1989年、NTV / 東宝）
- ザ・刑事 第16話「純愛!万引きをした刑事の妻」（1990年、ANB / 東宝） - 辻本
- 将軍家光忍び旅（ANB / 東映）
  - 将軍家光忍び旅 第2話「父ちゃんの海を返せ!」（1990年） - 高木内膳正
  - 将軍家光忍び旅II 第10話「深夜の関所破り!」（1992年） - 安田伝十郎
- 八百八町夢日記 （NTV / ユニオン映画）
  - 第1シリーズ 第25話「しのぶ恋、忘れ貝」（1990年）- 秋山
  - 第2シリーズ
    - 第15話「泣くな、真四郎」（1992年）- 　大野
    - 第32話「夢之介が賭けた男」（1992年）- 若狭越中守
- 銭形平次（CX / 東映）※北大路欣也版
  - 第1シリーズ 第15話「涙の殺人者」（1991年） - 徳次
  - 第2シリーズ 第13話「油まみれの死体」（1992年） - 駒蔵
  - 第7シリーズ 第4話「残酷な遺書」（1998年） - 丑松
- はぐれ刑事純情派 第4シリーズ 第話「新幹線で通う男 昼食難民殺人事件」（1991年、ANB / 東映） - 荒木光男
- 付き馬屋おえん事件帳 スペシャル「散る花 咲く花 吉原と大奥の光と影!」（1993年、TX / 松竹） - 宗春
- 闇を斬る!大江戸犯科帳 第21話「流人の島から来た娘」（1993年、日本テレビ/ユニオン映画） - 佐伯伊賀守
- 決闘鍵屋の辻 荒木又右衛門 ※高橋英樹主演（1993年、NTV） - 帯刀
- 12時間超ワイドドラマ（TX）
  - 織田信長（1994年、東映） - 堀田道空
  - 炎の奉行 大岡越前守（1997年、松竹） - 柳生厳延
- 江戸の用心棒（NTV / ユニオン映画）
  - 江戸の用心棒 第17話「走れ! 夜逃げ屋」（1994年） - 片山四郎五郎
  - 江戸の用心棒II 第15話「縁談アリ地獄」（1996年） - 本庄隼人正
- 殿さま風来坊隠れ旅 第16話「お京が怒った! 天晴れ仇討ち」（1994年、ANB / 東映） - 高見沢主水
- 御家人斬九郎（CX / 映像京都）
  - 第2シリーズ 第7話「白魚の吉次」（1997年） - 栗島玄蕃
  - 第4シリーズ 第9話「追われもの」（1999年） - 平山助次郎
- 金曜エンタテイメント（CX / 松竹）
  - 女弁護士水島由里子の危険な事件ファイル 第3作（1999年） - 山尾征慈
  - 京都祇園入り婿刑事事件簿 第7作（2000年） - 村上
  - お局探偵 亜木子&みどりの旅情事件帳 第4作（2001年） - 長倉保

など

### Vシネマ
- 修羅がゆく11 名古屋頂上戦争（2000年、ラインコミュニケーションズ） - 戸沢清六

### 舞台
- 榎本武揚（1967年、劇団雲） - 囚人 役
- ハムレット（1984年、日立劇場） - ローゼンクランツ 役
- ジュディ・ガーランド スタア誕生（1987年、博品館劇場）

### テレビアニメ
- 立体アニメーション 家なき子（1977年-1978年、NTV / 東京ムービー新社） - ガスパール
- まんが日本絵巻（1977年-1978年、TBS / ワールドテレビジョン）

### 吹き替え
- スリーピング・モンキー/睡拳（テレビ東京版） - ツァオ・ハーティエン（エディ・コー）
- ディズニー作品
  - クラシック短編映画（ポニー版、バンダイ版） - ピート 他
  - 海底20000マイル（バンダイ版） - ファラガット艦長（テッド・デ・コルシア）
  - 三人の騎士（ポニー版） - ホセ・キャリオカ
  - 宝島（VHS版） - スモレット船長（ベイジル・シドニー）
  - ピノキオ（ポニー版、バンダイ版） - ストロンボリ親方
  - ピーター・パン - 酋長 ※旧版
  - ピートとドラゴン - マール・ゴーギャン（チャールズ・タイナー）※旧録版
  - ロビン・フッド（バンダイ版） - シェリフ

### ラジオドラマ
- R1文芸劇場「黄金のランデブー」（1975年）
- FMドラマ「旅は道連れ」（1976年）
- 音の本棚シリーズ
  - 「景品」（1978年） - 店主
  - 「偉大な計画」（1978年） - ロボット保護協会員
  - 「ようこそ地球さん」（1978年） - 船長
- NHK-FM アドベンチャー「もっとも危険なゲーム」（1985年）
- NHK-FM アドベンチャーロード「プラチナプラチナ」（1987年）